# I krucjata antyhusycka
I krucjata antyhusycka – zbrojna wyprawa zorganizowana i prowadzona na terenie Czech w latach 1420–1421 z upoważnienia papieża Marcina V przez króla niemieckiego, węgierskiego i czeskiego Zygmunta Luksemburskiego przeciw wyznawcom nauki Jana Husa.

## Geneza
Latem 1419 roku w Czechach wybuchło powstanie husyckie. Do wiosny 1420 walki objęły całe terytorium Czech, z czego blisko jedną trzecią kraju kontrolowali husyci. Ich zwycięstwa wywoływały zaniepokojenie Zygmunta Luksemburskiego oraz papieża Marcina V. Od samego początku walk wspierali oni wierne kościołowi rzymskokatolickiemu rycerstwo czeskie i niemieckie. Planowali też wspólnie krwawe zdławienie husyckiej rebelii i wspólnie przystąpili do kontrofensywy. Na początku marca 1420 roku we Florencji papież Marcin V wydał bullę Omnium plasmatoris domini nakazującą zorganizowanie katolikom wyprawy zbrojnej przeciwko zwolennikom Jana Husa i Johna Wycliffa. Bullę papieską ogłoszono we Wrocławiu 17 marca, gdzie od stycznia tego roku w obecności Zygmunta Luksemburskiego obradował sejm Rzeszy. Początkowo król nie kwapił się do przeprowadzenia krucjaty na terytorium Czech, obawiając się zbyt dużych zniszczeń kraju, którego koronę odziedziczył po śmierci swojego brata Wacława. Jednak pod naciskiem papieża i wysokiego duchowieństwa czeskiego nakazał z początkiem kwietnia koncentrację wojsk w Świdnicy i stamtąd na czele armii krzyżowców ruszył w kierunku Pragi, otwierając kolejny rozdział wojen husyckich.
Zygmunt Luksemburski odkrył swoje zamiary, gdy mieszczanina Jana Krásę (zwolennik husytyzmu) rozkazał wlec końmi, a następnie spalić na stosie. Dokonano też kaźni na 23 uczestnikach defenestracji wrocławskiej z lipca 1418 roku. Wydarzenia te pozbawiły złudzeń nawet ugodowo nastawionych wobec niego utrakwistów. Husyci zaczęli przygotowywać się do zbrojnego odparcia najazdu krzyżowców.

## Przebieg
Zanim krzyżowcy dotarli do Czech, husyci przeprowadzili zakrojoną na szeroką skalę ofensywę wymierzoną przeciwko wiernym Zygmuntowi katolikom. Jan Žižka na czele swych oddziałów 4 kwietnia 1420 zdobył miejscowość Mladá Vožice, natomiast siły Mikulaša z Husi 7 kwietnia zdobyły Sedlec. Idąc za ciosem, armia husycka opanowała i niszczyła kolejne punkty oporu katolików w kraju południowoczeskim. Zdobyto Písek, Strakonice, Prachatice oraz zamek Rábí. Dzięki tym sukcesom husyci zdobyli potrzebne im uzbrojenie i dużą liczbę koni, które Jan Žižka mógł wykorzystać do tworzenia niezbędnej w walkach kawalerii.
17 kwietnia w Pradze Čeněk z Vartemberka otworzył bramy Hradczan, dzięki czemu husyci wprowadzili tam swoją załogę. Równolegle z działaniami wojskowymi husyci podejmowali wysiłki mające na celu skonsolidowanie ich ruchu. 20 kwietnia 1420 w Pradze wydano manifest wzywający Czechów do obrony kraju. Ponadto ostro potępiono w nim poczynania Zygmunta Luksemburskiego, odmawiając mu prawa do tronu czeskiego. Na czele utworzonych w Pradze sił szykujących się do obrony stolicy stanął Hynek Krušina z Lichtenburka.
W końcu kwietnia 1420 armia Luksemburczyka wkroczyła do Czech. Do pierwszego starcia doszło pod Melechovem. Uciekający do Taboru przed krzyżowcami chłopi i górnicy zorganizowali silny oddział, który w nierównej walce stawiał czoła przeważającym siłom, wysłanym przeciwko nim z Kutnej Hory. W tym samym czasie armia krzyżowców zajęła bez walki Hradec Králové. Ważne wydarzenia działy się też w Pradze. W stolicy pozbawionej głównych sił taboryckich Čeněk z Vartemberka nagle zmienił front i przeszedł na stronę katolików, wydając im 7 maja Hradczany. Dwuznaczna była też postawa utrakwistów, którzy w obliczu pierwszych niepowodzeń husytów w walce z armią krzyżowców, 15 maja 1420 w Kutnej Horze podjęli próbę układów z idącym na Pragę Zygmuntem. Postawa pewnego zwycięstwa króla utrwaliła w husytach przekonanie, że tylko jedność i zgoda w ruchu husyckim może przynieść sukces w walce z najeźdźcą. Widząc nieprzejednaną postawę Zygmunta Luksemburskiego, utrakwiści zwrócili się do taborytów o pomoc. Zawezwani na pomoc taboryci starli się z wojskami krzyżowców pod Benešovem oraz pod Kutną Horą. W pierwszym starciu pokonali broniącego dostępu do miasta Piotra ze Sternberka, w drugim rozbili oddział katolicki na czele którego stał Janek z Chtenic oraz kondotier z Florencji, Pippo Spano. Po tych sukcesach oddziały prowadzone przez Jana Žižkę 22 maja 1420 roku wkroczyły do Pragi. Husyci opanowali całą stolicę poza dwoma ważnymi punktami, tj. Hradczanami i Wyszehradem, które pozostawały w rękach katolików. 3 czerwca 1420 roku sformułowano oficjalny program religijny ruchu husyckiego i opublikowano go jako cztery artykuły praskie. W pracach nad ich ułożeniem brali udział wspólnie szlachta, mieszczanie, profesorowie uniwersytetu praskiego oraz taboryci.
Zygmunt Luksemburski na czele krzyżowców dotarł pod mury Pragi dopiero 30 czerwca, rozpoczynając oblężenie. Wcześniej zajął Slaný, Louny i Melnik oraz wysłał pod Tabor silne oddziały pod wodzą Oldřicha z Rožmberka, które miały za zadanie opanować miasto. Przewidując plany króla, jeszcze przed jego przybyciem pod stołeczne mury, 25 czerwca Pragę opuścił Mikulaš z Husi. Do starcia pod Taborem doszło 30 czerwca, gdzie husyci zadali dotkliwe straty wojskom katolickim. Po tym sukcesie Mikulaš z Husi nie powrócił do Pragi, ale podjął udaną próbę odbicia z rąk krzyżowców Hradca Kralove. W tym samym czasie Zygmunt, stojąc na czele wielkiej armii składającej się z rycerzy wielu europejskich państw, usiłował bezskutecznie opanować stolicę państwa czeskiego. 14 lipca rozegrał się jeden z ważniejszych epizodów oblężenia Pragi, tj. bitwa o Witkową Górę, która miała poważne następstwa dla losów całej krucjaty. Po tej klęsce w szeregi rycerzy Luksemburczyka wstąpiło rozprężenie, a on sam stracił wiarę w szybkie i łatwe opanowanie praskiego grodu. 28 lipca Zygmunt koronował się na króla Czech w katedrze św. Wita na Hradczanach, ale po akcie koronacji zarządził odwrót spod Pragi w kierunku Kutnej Hory.
Po odstąpieniu Zygmunta od Pragi, w sierpniu husyci pod wodzą Žižki ruszyli w pole przeciwko pozostającym w Czechach wojskom krzyżowców. Koniec lata i początek jesieni 1420 roku upływał obu armiom na wzajemnych podchodach i próbie opanowania lub odbicia ważniejszych miast i twierdz. Najbardziej aktywnym dowódcą sił katolickich był Oldřich z Rožmberka. Do ważniejszego starcia pomiędzy obiema armiami doszło 12 października pod Małym Borem. Siły husyckie, pomimo dość dotkliwych strat, bitwę wygrały. 1 listopada katolicy podjęli kolejną próbę pomocy oblężonemu Wyszehradowi. Doszło do zaciętych walk pomiędzy oblegającymi Wyszehrad husytami pod dowództwem Hynka Krušina z Lichtemburka a oddziałami dowodzonymi bezpośrednio przez Zygmunta Luksemburskiego. Przegrana bitwa pod Wyszehradem ostatecznie zmusiła Zygmunta do wycofania się z walk o Pragę. Po klęsce wojsk katolickich, obrońcy, nie widząc sensu dalszej obrony, podali Wyszehrad husytom. W grudniu 1420 roku, po śmierci Mikulaša z Husi, głównodowodzącym wojskami husyckimi został Jan Žižka.
25 grudnia husyci podjęli nieudaną próbę powołania na tron czeski króla polskiego Władysława Jagiełły lub wielkiego księcia litewskiego Witolda. Delegacja, na czele której stał Hrynek z Kolštejnu, dostała od króla polskiego odpowiedź odmowną, natomiast Witold swoją zgodę uzależniał od powrotu zbuntowanych Czechów na łono kościoła katolickiego. Trzeba nadmienić, że w sprawie powołania któregoś z Giedyminowiczów na tron czeski Hrynek z Kolštejnu stanął przed Władysławem Jagiełłą najprawdopodobniej już w lipcu 1420 roku w Wolborzu.
Z początkiem 1421 roku walki ustały. Z najważniejszych wydarzeń należy wymienić zdobycie przez husytów miast Stříbro i Krakikov oraz zakończoną niepowodzeniem próbę opanowania Tachova. W lutym 1421 zniechęcony porażkami oraz stanem moralnym własnej armii Zygmunt Luksemburski ostateczne wycofał się na Morawy i dalej na Węgry.

## Skutki
Pierwsza krucjata antyhusycka zakończyła się klęską militarną armii Zygmunta Luksemburskiego. Król poniósł porażkę również na płaszczyźnie politycznej, gdyż zaktywizowała się opozycja antyluksemburska w Rzeszy. Natomiast w Czechach odparcie krucjaty wywołało entuzjazm. Sukces militarny skonsolidował dwa przeciwstawne skrzydła ruchu husyckiego, a do zwycięskiego obozu religijnego zaczęły napływać coraz to nowsze rzesze zwolenników nauki Jana Husa. Klęska pierwszej krucjaty spowodowała obwołanie przez papieża Marcina V nowej krucjaty antyhusyckiej.